# Frang Bardhi
Frang Bardhi (en latin Franciscus Blancus, en italien Francesco Bianchi ; 1606-1643) est l'une des premières et plus importantes figures de l'Église albanaise. 

## Biographie
Frang Bardhi est né à Kallmet ou Nënshat dans le nord de l'Albanie (région de Zadrima) et a étudié la théologie en Italie. En 1636 il est nommé évêque de Sapa et Sarda.
On se souvient de lui comme étant l'auteur du premier dictionnaire albanais : Dictionarium latino-epiroticum, Rome, 1635 (dictionnaire latin-albanais), qui comprend 5 640 entrées.
Dès 1637, Frang Bardhi a présenté des rapports en italien et en latin à la Congrégation de la propagande de la foi à Rome, qui contiennent une mine d'informations sur son diocèse, sur l'évolution politique, sur les douanes et sur la structure et la position de l'Eglise catholique dans l'Albanie occupée par l'Empire ottoman.
Il a écrit une biographie de Skanderbeg, le héros national de l'Albanie, publiée à Venise en 1636 : il y a été incité en réaction à l'affirmation de Ivan Tomko Mrnavić selon laquelle Skanderbeg était d'origine slave ; il l'a rédigée comme une polémique contre Mrnavić, défendant l'identité albanaise de Scanderbeg,.